# Sehnem Point
Sehnem Point är en udde i Antarktis. Den ligger i Sydshetlandsöarna. Argentina, Chile och Storbritannien gör anspråk på området.
Terrängen inåt land är platt söderut, men åt nordost är den kuperad. Havet är nära Sehnem Point åt sydväst. Trakten är glest befolkad. Närmaste befolkade plats är Escudero Station, 3,3 kilometer söder om Sehnem Point. 